# Bartolomeo Sanvito

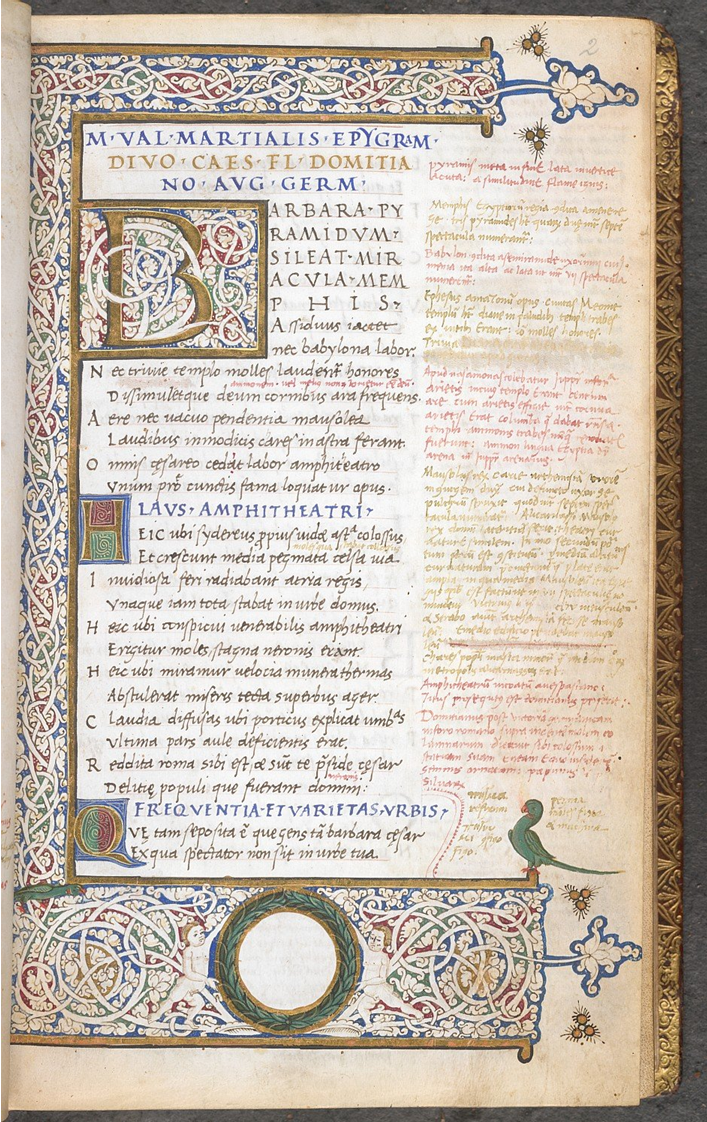
Strona otwierająca jednej z XII ksiąg epigramatów Marcusa Valeriusa Martialisa, Liber de Spectaculis, tytuł kapitałą, iluminowany inicjał «B»(arbara) oraz bordiura przypisywane są Bartolomeo Sanvito, a tekst pisany prawdopodobnie ręką Pompino Leto.

Bartolomeo Sanvito (ur. 1435 w Padwie, zm. ok. 1518) – włoski pisarz i iluminator. Jeden z najznamienitszych skrybów w Padwie, którego kaligrafia wpłynęła na styl pisma w Rzymie i Neapolu. Pierwsza udokumentowana wzmianka o skrybie pojawia się pod koniec 1450 r. w Padwie, gdzie związany ze środowiskami akademickimi przepisywał m.in. dla Bernardo Bembo (1433–1519), weneckiego patrycjusza, który w tamtych latach studiował w Padwie i dla którego wykonywał wspaniałe rękopisy (np. Oratio gratulatoria, Londyn, BL, Add. MS. 14787). 
Od 1469 do 1501 Sanvito przebywa w Rzymie na dworze papieskim, wykonując manuskrypty dla takich znamienitych patrycjuszy i humanistów jak Bartolomeo Sacchi vel. Platina (1421–1481), kardynałów Francesco Gonzaga (1444–1483) i Giovanniego d'Aragona (1456–1485). Niektóre z manuskryptów podpisuje inicjałami „b.s.”
Wzór jego charakteru pisma posłużył Aldusowi Manucjuszowi i jego rytownikowi stempli Francesco Griffo jako wzorzec do wykonania czcionek pierwszej kursywy pisma antykwowego (tzw. italiki).